# Cleggan Bay
Cleggan Bay är en vik i republiken Irland.   Den ligger i grevskapet County Galway och provinsen Connacht, i den västra delen av landet, 260 km väster om huvudstaden Dublin.